# 村岡格
村岡 格（むらおか ただす、1974年5月9日 - 2015年4月1日）は、サガテレビの元社員で、同局元アナウンサー。佐賀県佐賀市出身。

## 人物・来歴
佐賀県立佐賀北高等学校普通科英語コース（サッカー推薦入学）、関西学院大学（サッカー自己推薦入学）を卒業。大学時代はサッカーとフライフィッシング、ギターに没頭し、五ヶ池の常連に。
1997年にアナウンサーとして地元のサガテレビに入社。しかし、サガテレビは小さな会社のため、全社規模で人事異動が行われている。そのため、2004年に東京支社営業部に異動。2006年報道部にアナウンサーとして復帰した。当初は報道記者の仕事を行っていたが、その後は、スポーツ担当のアナウンサーとしても活動。2014年の人事異動で他の部署に異動し、アナウンサー職を離れた。
2015年4月1日死去、満40歳没（享年42）。
妻は元仙台放送アナウンサーで、フリーアナウンサーの長田麻衣子。

## 過去の担当番組
- stsスーパーニュース